# Klavdija Perger
Klavdija Perger, także Klavdija Štalcer i Klavdija Markež (ur. 7 stycznia 1976) – słoweńska polityk, menedżer i nauczycielka, od marca do kwietnia 2015 minister edukacji, nauki i sportu.

## Życiorys
Pochodzi z Ptuja. Studiowała ekonomię na Uniwersytecie Lublańskim. Następnie kształciła się w zakresie europeistyki na uczelni Nova univerza w Brdzie (2003–2005) oraz w zakresie pedagogiki i andragogiki, zdała również egzamin nauczycielski. Według części mediów nigdy nie uzyskała wyższego wykształcenia, a jedynie zdała egzaminy końcowe. W latach 2004–2014 pozostawała dyrektorem publicznej szkoły dla dorosłych (Ljudska Univerzita) w Ptuju, wykładała także zarządzanie zasobami ludzkimi na Uniwersytecie Lublańskim, a od 2008 do 2012 kierowała stowarzyszeniem dyrektorów państwowych szkół. Od 2014 była menedżerem projektów edukacyjnych w prywatnym przedsiębiorstwie.
Związała się z Partią Nowoczesnego Centrum, z jej listy w 2014 uzyskała mandat posłanki do Zgromadzenia Państwowego. W marcu 2015 powołana na stanowisko ministra edukacji, nauki i sportu w rządzie Mira Cerara, zastąpiła na tej funkcji Stankę Setnikar Cankar. Zrezygnowała zaledwie po kilku dniach, gdy zarzucono, że jej praca dyplomowa z europeistyki z 2005 jest plagiatem. Od 2017 była dyrektorem w słoweńskiej izbie turystycznej (odwołano ją w listopadzie 2019 w związku z podejrzeniami o nieprawidłowości finansowe). Potem objęła stanowisko zastępczyni dyrektora Mik Celje ds. projektów.